# Legge di Say
In economia la legge di Say, detta anche legge degli sbocchi, fu enunciata dall'economista francese Jean-Baptiste Say (1767-1832) e riguarda il fenomeno delle crisi economiche.

## La teoria
Egli sosteneva in tale legge che in regime di libero scambio non sono possibili crisi prolungate, poiché l'offerta crea la domanda. Difatti, in una economia di libero mercato ciascun soggetto ai prezzi di mercato sceglie di essere compratore o venditore. Se in un dato momento si ha un eccesso di offerta, i prezzi tenderanno a scendere. La discesa dei prezzi renderà conveniente nuova domanda. È in tal senso che l'offerta è sempre in grado di creare la propria domanda. In caso di crisi da sovrapproduzione il rimedio delle crisi non doveva perciò, secondo Say, ricercarsi in un intervento dello Stato ma in una capacità autoregolatoria del mercato.
In ogni caso, poi, il libero scambio fungerebbe di per sé da rimedio, portando di necessità alla formazione di un nuovo equilibrio economico. Questa legge è detta anche legge degli sbocchi, poiché ogni produzione troverebbe sempre un naturale sbocco sul mercato. Say quindi era convinto che il mercato lasciato a se stesso tenderebbe autonomamente a raggiungere l'equilibrio di piena occupazione.
Ci sono due corollari della legge:
- ogni produzione genera un reddito di importo equivalente;
- tutto il reddito viene sempre interamente speso (direttamente o indirettamente).

## La formulazione della legge da parte di Say
Nel Capitolo XV del Libro I del suo Traité d'économie politique (1803), Say scrive:
(Traité d'économie politique, Libro I, Cap. XV, pp. 141-142)
Come si vede, Say assume che il denaro ricavato dalla vendita sia destinato a essere immediatamente speso; in questo senso il venditore è sempre anche un compratore e, con ciò, offre uno sbocco alle produzioni altrui. Questa conclusione è in effetti conforme alla regola della contabilità a partita doppia, la quale afferma che in ogni transazione un individuo è, contemporaneamente, sia addebitato sia accreditato.

## La critica di Keynes
John Maynard Keynes, nella sua Teoria generale dell'occupazione, dell'interesse e della moneta, ha criticato la legge sostenendo che il detentore di moneta può essere motivato a trattenerla invece che a spenderla; il venditore, quindi, può non risolversi in consumatore, una circostanza che causa una domanda aggregata insufficiente. Tale ipotesi si basa sul concetto di tesaurizzazione: la tesaurizzazione consiste nella fuoriuscita di parte del reddito ricevuto sotto forma di salari, profitto o interesse, dal circuito economico definito dalla circolazione monetaria.
Secondo Keynes, l'inflazione dei prezzi si verifica solo quando l'economia raggiunge la sua piena capacità produttiva. Prima di allora, l'aumento della domanda richiede un aumento dell'offerta: se un numero maggiore di lavoratori viene assunto per produrre quantità maggiori di ‘beni e servizi’, allora la domanda e l'offerta cresceranno insieme.